# Sentinel-4

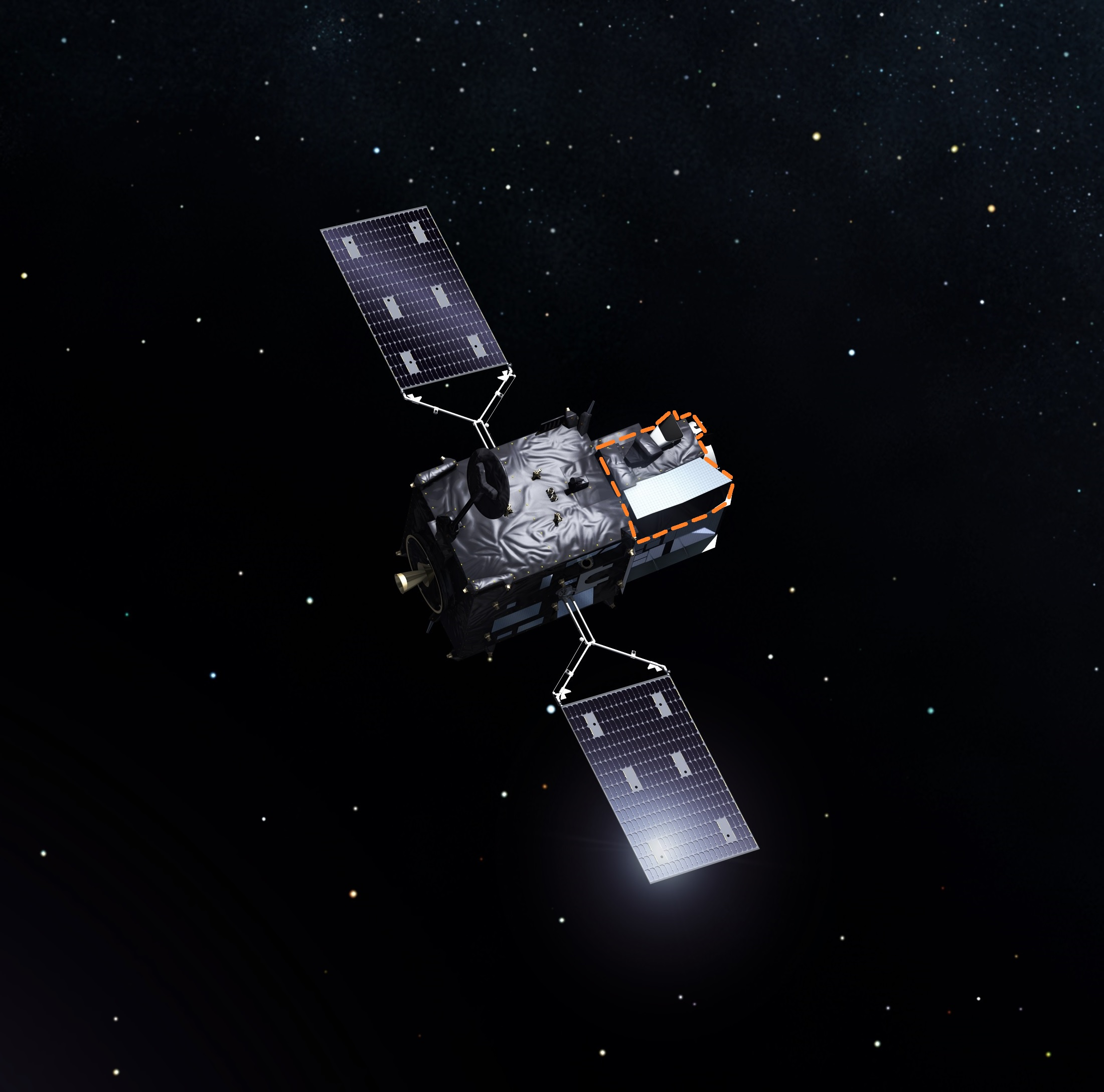
Sentinel-4 à bord du satellite MTG-S.

Sentinel-4 est un instrument spatial qui doit mesurer les concentrations de gaz à l'état de trace et des aérosols présents dans l'atmosphère terrestre. Il constitue un des composants du segment spatial du programme Copernicus développé conjointement par la Communauté européenne et l'Agence spatiale européenne. Il sera embarqué à bord des deux satellites météorologiques géostationnaires Météosat troisième génération (MTG) version Sounder (MTG-S) dont le premier exemplaire doit être placé en orbite en 2025 à bord d'un lanceur Ariane 6. 

## Caractéristiques techniques
L'instrument Sentinel-4/UVN est un spectromètre imageur à pushbroom (en) à haute résolution fonctionnant dans trois bandes spectrales : ultraviolet (305-400 nm), visible (400-500 nm) et proche infrarouge (750-775 nm). Sa résolution spatiale est de 8 kilomètres au niveau de l'Europe. L'instrument balaye la région observée d'est en ouest toutes les 60 minutes et fournit une image complète de l'Europe et de l'Afrique du Nord. La résolution spectrale est de 0,5 nm dans l'ultraviolet et le visible et de 0,12 nm dans l'infrarouge. L'instrument a une masse de 200 kilogrammes et consomme environ 180 watts. Les données produites représentent un volume de 30 mégabits par seconde. La durée de vie est de 7,5 ans. L'instrument est développé par la filiale allemande d'Airbus Defence & Space.

## Architecture
L'instrument possède deux ouvertures qui permettent de capturer successivement soit l'intensité du rayonnement solaire incident (mesure courte le matin ou le soir en fonction de la saison), soit le rayonnement de l'atmosphère terrestre (mesure principale) résultant de l'absorption par les différents éléments gazeux qui la constituent. La concentration de chacun de ces gaz peut alors être déduite par spectroscopie différentielle (DOAS) (en).
Dans les deux cas, la lumière est ensuite transmise à un télescope puis partagée entre deux spectromètres, un pour la bande ultraviolet/visible, l'autre pour la bande infrarouge. À chaque instant, les deux capteurs CCD fournissent une image des différentes raies spectrales sur une fine bande s'étalant du nord au sud de la région ciblée (Europe et Afrique du nord).
Enfin, l'instrument possède une source de lumière blanche intégrée, ainsi qu'un système de LEDs au niveau des capteurs CCD, le tout permettant un calibrage précis des mesures.

## Données collectées
L'instrument fournit les concentrations en ozone, dioxyde d'azote, dioxyde de soufre et en CHOCHO dans la colonne atmosphérique. Il mesure également les aérosols en suspension avec une résolution verticale de 1 kilomètre.   